# South Qu'Appelle n.º 157
South Qu'Appelle n.º 157 es un municipio rural canadiense situado en la provincia de Saskatchewan.

## Superficie
South Qu'Appelle n.º 157 tiene una superficie de 877,75 km².

## Demografía
En 2021, tenía 1231 habitantes, una densidad poblacional de 1,4 hab./km², y 515 viviendas.